# Mikkel Beckmann
Mikkel Beckmann (Virum, Danska, 24. listopada 1983.) je danski umirovljeni nogometaš i bivši nacionalni reprezentativac. Igrao je na poziciji krila.

## Karijera

### Klupska karijera
Beckmann je profesionalno zaigrao nogomet 2004. u Lyngbyju gdje je sa suigračem Kimom Aabechom činio dobar tandem kojeg su navijači kluba nazvali Aabeckman. Unatoč dobrim igrama Beckmanna, Lyngby je krajem sezone 2007./08. ispao u drugu ligu. Tako je igrač napustio klub i 31. kolovoza 2008. potpisao četverogodišnji ugovor s Randersom. Za novi klub je debitirao već za dva tjedna u remiju protiv Horsensa. Međutim, na toj utakmici je ozlijedio koljeno i vratio se na terene 16. studenog u susretu gdje je Horsens ponovo bio protivnik.
Nakon što je i Randers u sezoni 2010./11. ispao iz Superlige, Beckmann je prodan FC Nordsjællandu za milijun DKK. Prilikom potpisivanja trogodišnjeg ugovora, igraču je dodijeljen dres s brojem 10. Te sezone igrač je s Nordsjællandom osvojio dansko prvenstvo. Također, s momčadi je igrao Ligu prvaka u kojoj je zabio gol u susretu protiv torinskog Juventusa.
U siječnju 2013. Beckmanna kupuje ciparski APOEL za 200.000 eura. S klubom je te sezone osvojio naslov prvaka što mu je postalo drugo uzastopno osvojeno pvenstvo.

### Reprezentativna karijera
Igrač je za dansku reprezentaciju debitirao 6. veljače 2008. u prijateljskoj utakmici protiv Slovenije. Izbornik Morten Olsen uveo ga je na popis reprezentativaca za Svjetsko prvenstvo 2010. nakon što su ga impresionirale Beckmannove igre u Randersu tijekom proljetnog dijela sezone 2009./10.
Također, u siječnju 2012. je s Danskom sudjelovao na turneji na Tajlandu.

## Osvojeni trofeji

### Klupski trofeji
| Klub            | Trofej             | Sezona / godina |
| Danska          | Danska             | Danska          |
| --------------- | ------------------ | --------------- |
| FC Nordsjælland | Dansko prvenstvo   | 2011./12.       |
| Cipar           |                    |                 |
| APOEL           | Ciparsko prvenstvo | 2012./13.       |

## Vanjske poveznice
- Transfermarkt.co.uk
- Soccerway.com
- DBU.dk  Arhivirana inačica izvorne stranice od 28. svibnja 2019. (Wayback Machine)